# Eruh
Eruh (Dih en kurde) est une ville et un district de la province de Siirt dans la région de l'Anatolie du sud-est en Turquie. Elle est le siège d'une sous-préfecture.

## Géographie
La ville est située à 15 km de Siirt, sur la principale voie de communication entre celle-ci et Şırnak. 
La population de la ville d'Eruh est de 10.720 habitants. La totalité de la population du district se monte à 20.257 habitants. 
Eruh est située à 1.125 m au-dessus du niveau de la mer.
Le district est constitué en majorité de zones montagneuses. Le point le plus élevé du district est la crête Tünek, qui culmine à 2265 m. Les particularités du terrain font qu'une des principales activités économiques de la région est constituée par l'élevage et le traitement de ses produits.

## Histoire

### Période contemporaine

#### Une région de guerre
En 1984, le Parti des travailleurs du Kurdistan, pour déclencher sa guerre de guérilla, décide d'une action qui frappe l'opinion publique. Il choisit de prendre d'assaut le même jour trois petites villes kurdes : Eruh, Shemzinan, et Çatak (l'action, dans cette dernière ville, sera annulée au dernier moment). Le 15 août 1984, des combattants des Unités de Libération du Kurdistan (HRK, Hêzên Rizgarî ya Kurdistan), les premières unités militaires du PKK, mettent en fuite la garnison de la gendarmerie et occupent la ville, mettent en fuite les gendarmes turcs, avant de se replier en fin de journée. Le groupe de combattants en charge d'Eruh est commandé par Masum Korkmaz, dit « Agît », qui donnera ensuite son nom à l'« Académie militaire » du PKK,,.
Depuis ce jour, la région est une zone où s'affronteront régulièrement les troupes du PKK et l'armée turque,.